# Sylvia Blyden
Sylvia Olayinka Walmina Oreshola Blyden, née le 1er octobre 1971 à Freetown, et élevée dans la capitale du Sierra Leone, au sein d'une famille politique bien connue, est une journaliste, commentatrice politique, éditrice de presse sierra-léonaise, une femme politique sierra-léonaise populaire, un moment ministre de la Protection sociale, de l'Égalité des sexes et de l'Enfance sous le président Ernest Bai Koroma de 2016 à 2017. Elle a été aussi assistante exécutive spéciale de ce président de la Sierra Leone de 2013 à 2015.

## Biographie
Sylvia Olayinka Walmina Oreshola Blyden est née le 1er octobre 1971 à Freetown, en Sierra Leone, de parents créoles, fille de Edward Babatunde Blyden et de Jolliminah Sylvia Blyden, petite-fille du premier procureur général du pays, Solomon A. J. Pratt, son grand-père maternel, tandis que son grand-père paternel était un diplomate sierra-léonais. Sa famille constitue une famille chrétienne bien connue dans le milieu politique de Sierra Leone. Cette famille est membre du groupe ethnique créole. Elle est aussi l'arrière-arrière-petite-fille d'Edward Wilmot Blyden, le « père du panafricanisme ». Elle effectue ses études secondaires à l'Annie Walsh School jusqu’en 1987 ; elle est ensuite diplômée de l'école de médecine en 1993 et obtient un Bachelors of Medicine and Surgery, en médecine en 1996. C'est au cours de cette période qu'elle devient la première femme de Sierra Leone à être élue leader des étudiants de l'université en 1994.  Elle se rend ensuite aux États-Unis afin d'étudier au Kaplan College.
Elle est ainsi l'arrière-arrière-petite-fille d'Edward Wilmot Blyden, le « père du panafricanisme ». Son grand-père maternel était un politicien sierra-léonais Solomon A. J. Pratt, et son grand-père paternel était le diplomate sierra-léonais Edward Wilmot Blyden III..
Ambassadrice internationale de bonne volonté pour les enfants de Sierra Leone, Sylvia Blyden devient une militante des droits des jeunes et des femmes. Elle représente les jeunes femmes de Sierra Leone à Pékin lors de la conférence des Nations unies sur les femmes en 1995, et est choisie par ses pairs africains pour prononcer le discours des jeunes femmes d'Afrique le 11 août 1995.
Au début de l'année 2002, elle devient, à  30 ans, la plus jeune dirigeante d'un parti politique national en Sierra Leone et la troisième femme sierra-léonaise à diriger un parti politique pleinement enregistré (la première étant la candidate à la présidence, Jeridine Williams-Sarho, en 1996).
Elle lance en 2005 un média connu sous le nom de Awareness Times. Elle est à l’époque la seule femme éditrice de presse en Sierra Leone.
Elle devient assistante exécutive spéciale du président de la Sierra Leone, Ernest Bai Koroma, de 2013 à 2015. Puis elle est nommée ministre sierra-léonaise de la Protection sociale, de l'Égalité des sexes et de l'Enfance sous ce président Ernest Bai-Koroma de 2016 à 2017. En 2018, Ernest Bai Koroma quitte le pouvoir suite à l’élection présidentielle de 2018, perdue, et Sylvia Blyden passe dans l’opposition. Elle est arrêtée et emprisonnée une vingtaine de jours en 2020, libérée sous caution puis réarrêtée de nouveau quelques jours. En 2022, elle s’élève contre les conditions de détention des femmes politiques dans son pays.